# LOL (format)
LOL, il cui titolo originale per esteso è LOL: Last One Laughing, è un format diffuso a livello internazionale attraverso la piattaforma Prime Video. È stato adattato in Giappone, Messico, Australia, Italia, Iran, Germania, Spagna, Francia, India, Brasile, Canada, Albania e Paesi Bassi.

## Regolamento
Dieci comici sono rinchiusi in una casa-teatro per sei ore consecutive con l'obiettivo di far ridere gli altri con qualsiasi mezzo. In caso di risate, sorrisi e smorfie, il giocatore viene inizialmente ammonito e, in caso di reiterazione, eliminato dal gioco. Tra le altre regole, abbiamo:
- l'obbligo di partecipare attivamente tentando di far ridere gli altri;
- il divieto di coprirsi la bocca;
- il divieto di bloccare meccanicamente (ovvero con un oggetto esterno) la risata,

che possono anch'esse causare un'ammonizione o un'eliminazione dal gioco. Un giocatore viene ammonito o eliminato anche se ride mentre cerca di far ridere gli altri.
Il conduttore (o i conduttori), posizionato nella cosiddetta control room, osserva ciò che succede nella stanza tramite un sistema di telecamere e, usando una console, impartisce ai concorrenti comandi precisi e/o suggerisce loro degli input per interventi comici (es. stare in silenzio per tre minuti), oltre a interrompere la gara in caso di risata e farla ripartire dopo aver ammonito o eliminato il concorrente che ha riso. Per mettere in difficoltà i partecipanti, il conduttore può anche decidere di rimandare nel teatro i concorrenti eliminati (fuori gara) o altre persone, incluso il suo co-conduttore oppure degli ospiti. Tali persone, a differenza dei concorrenti in gara, non sono soggette all'obbligo di non ridere.
Nel caso in cui, allo scadere delle sei ore, non sia ancora emerso un vincitore, i due giocatori rimanenti (oppure, nel caso in cui siano rimasti più di due giocatori, i due giocatori che hanno causato il maggior numero di risate) vengono ammessi al duello finale, in cui verrà effettivamente decretato il vincitore. I due finalisti possono essere proclamati vincitori ex aequo in seguito ad accordo o a decisione del conduttore.
Il vincitore (o i vincitori in caso di parità) si aggiudica un montepremi che dovrà devolvere interamente in beneficenza.

## Versioni
| Paese       | Titolo                                    | Conduttori                                     | Distribuzione      | Primo episodio   | Ultimo episodio |
| ----------- | ----------------------------------------- | ---------------------------------------------- | ------------------ | ---------------- | --------------- |
| Giappone    | Documental                                | Hitoshi Matsumoto                              | Amazon Prime Video | 30 novembre 2016 | in corso        |
| Albania     | Qesh Mirë... Kush Qesh i Fundit           | Salsano Rrapi Xhemi Shehu                      | Top Channel        | 8 marzo 2022     | 26 aprile 2022  |
| Argentina   | LOL: Last One Laughing Argentina          | Susana Giménez                                 | Amazon Prime Video | 17 marzo 2023    | in corso        |
| Australia   | LOL: Last One Laughing Australia          | Rebel Wilson                                   | Amazon Prime Video | 18 giugno 2020   | 3 luglio 2020   |
| Brasile     | LOL: Se Rir, Já Era                       | Tom Cavalcante Fabiana Karla                   | Amazon Prime Video | 3 dicembre 2021  | in corso        |
| Canada      | LOL: Last One Laughing Canada (inglese)   | Jay Baruchel                                   | Amazon Prime Video | 18 febbraio 2022 | in corso        |
| Canada      | LOL: Qui Rira Le Dernier? (francese)      | Patrick Huard                                  | Amazon Prime Video | 6 gennaio 2023   | in corso        |
| Colombia    | LOL: Last One Laughing Colombia           | Jorge Enrique Abello                           | Amazon Prime Video | 11 agosto 2023   | in corso        |
| Danimarca   | LOL: Den der ler sidst                    | Sofie Linde                                    | Amazon Prime Video | 29 dicembre 2023 | in corso        |
| Francia     | LOL: Qui rit, sort!                       | Philippe Lacheau                               | Amazon Prime Video | 22 aprile 2021   | in corso        |
| Francia     | LOL: Qui (c)rie, sort!                    | Philippe Lacheau                               | Amazon Prime Video | 26 ottobre 2023  | in corso        |
| Francia     | LOL: IRL                                  | Philippe Lacheau                               | Amazon Prime Video | 2025             | in corso        |
| Germania    | LOL: Last One Laughing Germany            | Michael "Bully" Herbig                         | Amazon Prime Video | 1 aprile 2021    | in corso        |
| India       | LOL: Hasse Toh Phasse (Hindi)             | Boman Irani Arshad Warsi                       | Amazon Prime Video | 28 aprile 2021   | 30 aprile 2021  |
| India       | LOL: Enga Siri Paapom (Tamil)             | Vivek Mirchi Siva                              | Amazon Prime Video | 26 agosto 2021   | 27 agosto 2021  |
| Indonesia   | LOL: Last One Laughing Indonesia          | Pandji Pragiwaksono                            | Amazon Prime Video | 11 luglio 2024   | in corso        |
| Iran        | Joker                                     | Siamak Ansari Ehsan Alikhani                   | Filimo             | 27 novembre 2021 | in corso        |
| Irlanda     | LOL: Last One Laughing Ireland            | Graham Norton                                  | Amazon Prime Video | 19 gennaio 2024  | in corso        |
| Italia      | LOL - Chi ride è fuori                    | Fedez Mara Maionchi Frank Matano               | Amazon Prime Video | 26 febbraio 2021 | in corso        |
| Italia      | Generazione LOL - Chi ride è fuori        | Lillo Gabriele Vagnato                         | Amazon Prime Video | 23 ottobre 2022  | 29 ottobre 2022 |
| Italia      | LOL Talent Show - Chi fa ridere è dentro  | Mago Forest                                    | Amazon Prime Video | 22 febbraio 2024 | in corso        |
| Messico     | LOL: Last One Laughing                    | Eugenio Derbez                                 | Amazon Prime Video | 13 dicembre 2018 | in corso        |
| Paesi Bassi | LOL: Last One Laughing Netherlands        | Philippe Geubels Jeroom Snelders               | Amazon Prime Video | 20 gennaio 2023  | in corso        |
| Nigeria     | LOL: Last One Laughing Naija              | Basketmouth                                    | Amazon Prime Video | 14 luglio 2023   | in corso        |
| Norvegia    | LOL: Den som ler sist Norge               | Sigrid Bonde Tusvik                            | Amazon Prime Video | 29 dicembre 2023 | in corso        |
| Filippine   | LOL: Last One Laughing Philippines        | Vice Ganda                                     | Amazon Prime Video | 4 luglio 2024    | 18 luglio 2024  |
| Polonia     | LOL: Kto się śmieje ostatni               | Cezary Pazura                                  | Amazon Prime Video | 14 aprile 2023   | in corso        |
| Russia      | The Big Show                              | Azamat Musagaliev                              | YouTube VK         | 15 febbraio 2023 | in corso        |
| Sud Africa  | LOL: Last One Laughing South Africa       | Trevor Noah                                    | Amazon Prime Video | 13 febbraio 2024 | in corso        |
| Spagna      | LOL: Si te ríes, pierdes                  | Santiago Segura Silvia Abril Carolina Iglesias | Amazon Prime Video | 13 maggio 2021   | in corso        |
| Svezia      | LOL: Skrattar bäst som skrattar sist      | Eva Röse                                       | Amazon Prime Video | 28 dicembre 2022 | in corso        |
| Tailandia   | LOL: Last One Laughing Thailand           | Siwat Chotchaicharin Pramote Pathan            | Amazon Prime Video | 4 luglio 2024    | in corso        |
| Tunisia     | برنامج تضحك تخرج Qui rit qui sort Tunisie | Sami Fehri                                     | El Hiwar Et Tounsi | 11 marzo 2024    | in corso        |
| Turchia     | Demet Akbağ ile Güldürme Beni             | Demet Akbağ Şahin Irmak                        | Show TV            | 4 luglio 2022    | 10 agosto 2022  |
| Regno Unito | LOL: Last One Laughing UK                 | Jimmy Carr Roisin Conaty                       | Amazon Prime Video | 20 marzo 2025    | in corso        |

### Giappone
L'edizione giapponese è intitolata Dokyumentaru, è la versione originale ed è condotta dal comico Hitoshi Matsumoto. La prima stagione è andata in onda nel 2016; la seconda, la terza e la quarta nel 2017; la quinta e la sesta nel 2018; la settima nel 2019; l'ottava nel 2020; la nona e la decima nel 2021. Tutte le stagioni sono andate in onda su Prime Video e sono composte da 5 episodi ciascuna (4 nella prima stagione).

### Messico
L'edizione messicana era intitolata LOL: Last One Laughing ed era condotta dall'attore Eugenio Derbez. La prima stagione è andata in onda nel 2018; la seconda nel 2019; la terza nel 2021; la quarta e la quinta nel 2022. Tutte le stagioni sono andate in onda su Prime Video ed erano composte da 6 episodi ciascuna.
A differenza di molte altre edizioni di LOL, in questa edizione il montepremi non viene devoluto in beneficenza, ma viene incassato dal comico vincitore. Questo è dovuto al fatto che ogni comico all'inizio del gioco versa 50.000 pesos, che vanno poi a comporre il montepremi finale.

### Australia
L'edizione australiana era intitolata LOL: Last One Laughing Australia ed era condotta dall'attrice Rebel Wilson. La prima stagione è andata in onda nel 2020 su Prime Video ed era composta da 6 episodi.

### Italia
L'edizione italiana è intitolata LOL - Chi ride è fuori ed è condotta dal rapper Fedez. La prima stagione è andata in onda nel 2021; la seconda nel 2022; la terza nel 2023, la quarta nel 2024 e la quinta nel 2025. Tutte le stagioni sono andate in onda su Prime Video: la prima, la terza, la quarta e la quinta sono composte da 6 episodi, la seconda da 7 episodi.

### Iran
L'edizione iraniana è intitolata Joker ed è condotta da Siamak Ansari. La prima stagione è andata in onda nel 2021; la seconda dal 2021 al 2022; la terza, la quarta, la quinta, la sesta, la settima e l'ottava nel 2022. Tutte le stagioni sono andate in onda su Filimo e sono composte da 4 episodi (5 nella sesta e settima stagione e 3 nell'ottava).

### Germania
L'edizione tedesca è intitolata LOL: Last One Laughing ed è condotta dall'attore Michael Herbig, detto Bully. La prima e la seconda stagione sono andate in onda nel 2021; la terza nel 2022 e la quarta nel 2023. Tutte le stagioni sono andate in onda su Prime Video e sono composte da 6 episodi ciascuna.

### Spagna
L'edizione spagnola è intitolata LOL: Si te ríes, pierdes ed è condotta dall'attrice Sílvia Abril. La prima stagione è andata in onda nel 2021; la seconda nel 2022. Entrambe sono andate in onda su Prime Video e sono composte da 6 episodi ciascuna.

### Francia
L'edizione francese è intitolata LOL: Qui rit, sort! ed è condotta dall'attore Philippe Lacheau. La prima stagione è andata in onda nel 2021; la seconda nel 2022; la terza nel 2023. Tutte le stagioni sono andate in onda su Prime Video e sono composte da 6 episodi ciascuna.

### India

#### Versione in Hindi
L'edizione indiana in lingua hindi è intitolata LOL - Hasse Toh Phasse ed è condotta dall'attore Arshad Warsi. La prima stagione è andata in onda nel 2021 su Prime Video ed è composta da 6 episodi.

#### Versione in Tamil
L'edizione indiana in lingua tamil è intitolata LOL: Enga Siri Paappom ed è condotta da Abishek Kumar. La prima stagione è andata in onda nel 2021 su Prime Video ed è composta da 6 episodi.

### Brasile
L'edizione brasiliana è intitolata LOL: Se Rir, Já Era! ed è condotta da Bruna Louise. La prima stagione è andata in onda dal 2021 al 2022; la seconda nel 2022. Entrambe sono andate in onda su Prime Video e sono composte da 6 episodi ciascuna.

### Canada
L'edizione canadese è intitolata LOL: Last One Laughing Canada ed è condotta dall'attore Jay Baruchel. La prima stagione è andata in onda nel 2022 su Prime Video ed è composta da 6 episodi.

### Albania
L'edizione albanese si intitola Qesh Mirë... Kush Qesh i Fundit. La prima stagione è andata in onda nel 2022 su Top Channel ed è composta da 8 episodi.

### Paesi Bassi
L'edizione olandese si intitola LOL: Last One Laughing Netherlands ed è condotta da Philippe Geubels e Jeroom Snelders. La prima stagione è andata in onda su Prime Video nel 2023 ed è composta da 6 episodi.